# Kašna v Dašicích
Litinová kašna v empírovém stylu ve tvaru ženy nesoucí džbán vody se nalézá na náměstí T. G. Masaryka ve městě Dašice v okrese Pardubice. Kašna je chráněna jako kulturní památka. Národní památkový ústav tuto kašnu uvádí v katalogu památek pod rejstříkovým číslem ÚSKP 32589/6-4650.

## Historie kašny
Kašna na náměstí v Dašicích je poprvé připomínána již roku 1692. Voda ke kašně byla do města přiváděna dřevěnými žlaby, o které se staral mlynář.
U kašny stávaly v minulosti váhy s košem a máchadlo pro nepoctivé pekaře, pranýř s kruhem pro nevěstky a zloděje a kláda pro neposlušné a výtržníky.

## Popis kašny
Kašna je usazena na kamenném soklu na rovné pískovcem dlážděné plošině, v níž jsou poklopem chráněné kontrolní šachty.
Kašna je vyrobena z litiny. Má podobu stojící ženské postavy Grácie, nesoucí na ramenou džbán vody, umístěné na dříku se dvěma mušlovými žlaby na protilehlých stranách, do kterých tryská voda ze lvích hlav.
Kašna má měděnkový nátěr, socha je žlutozlatá s postříbřenými detaily.

## Galerie

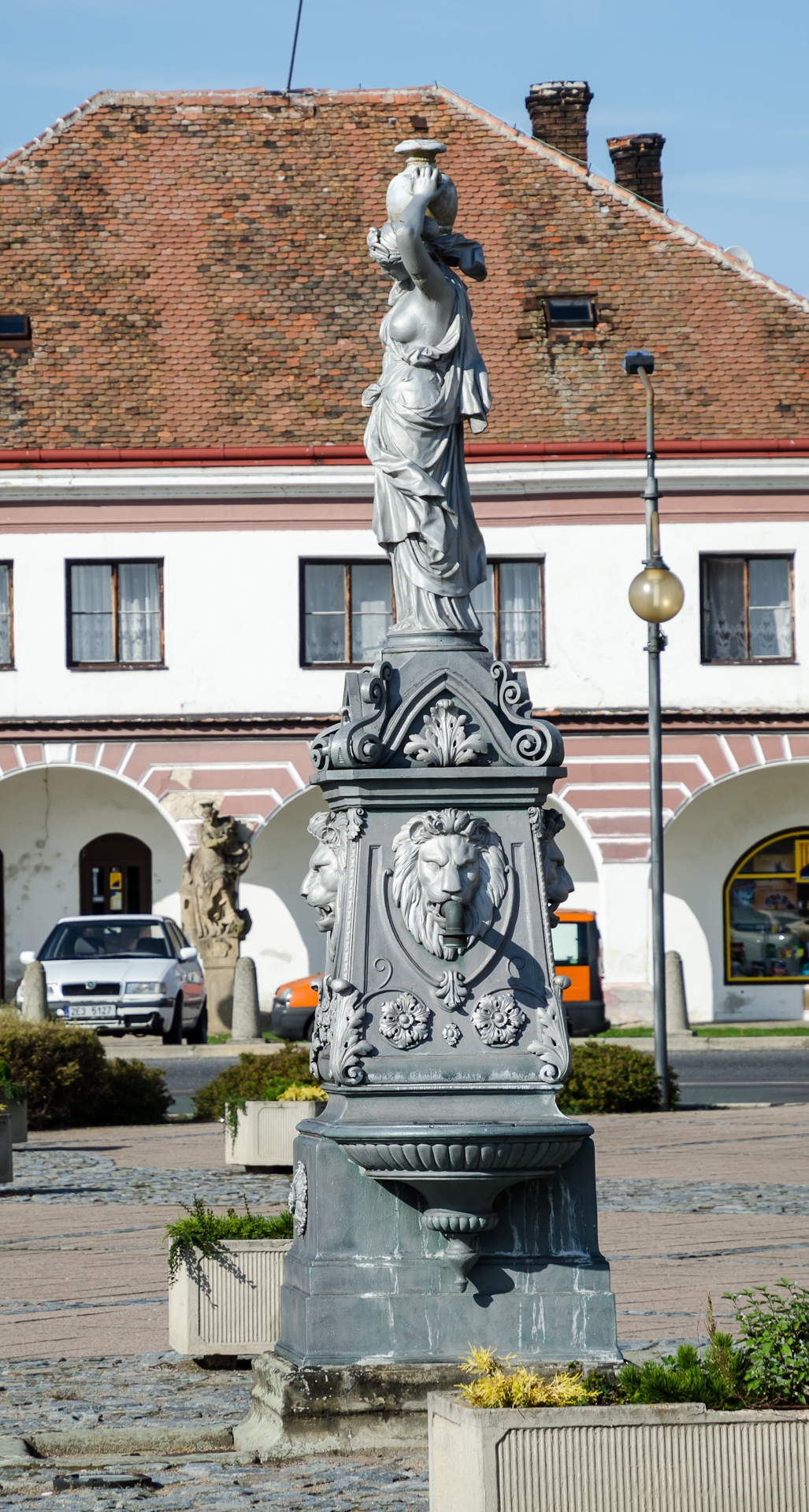
litinová kašna na náměstí v Dašicích
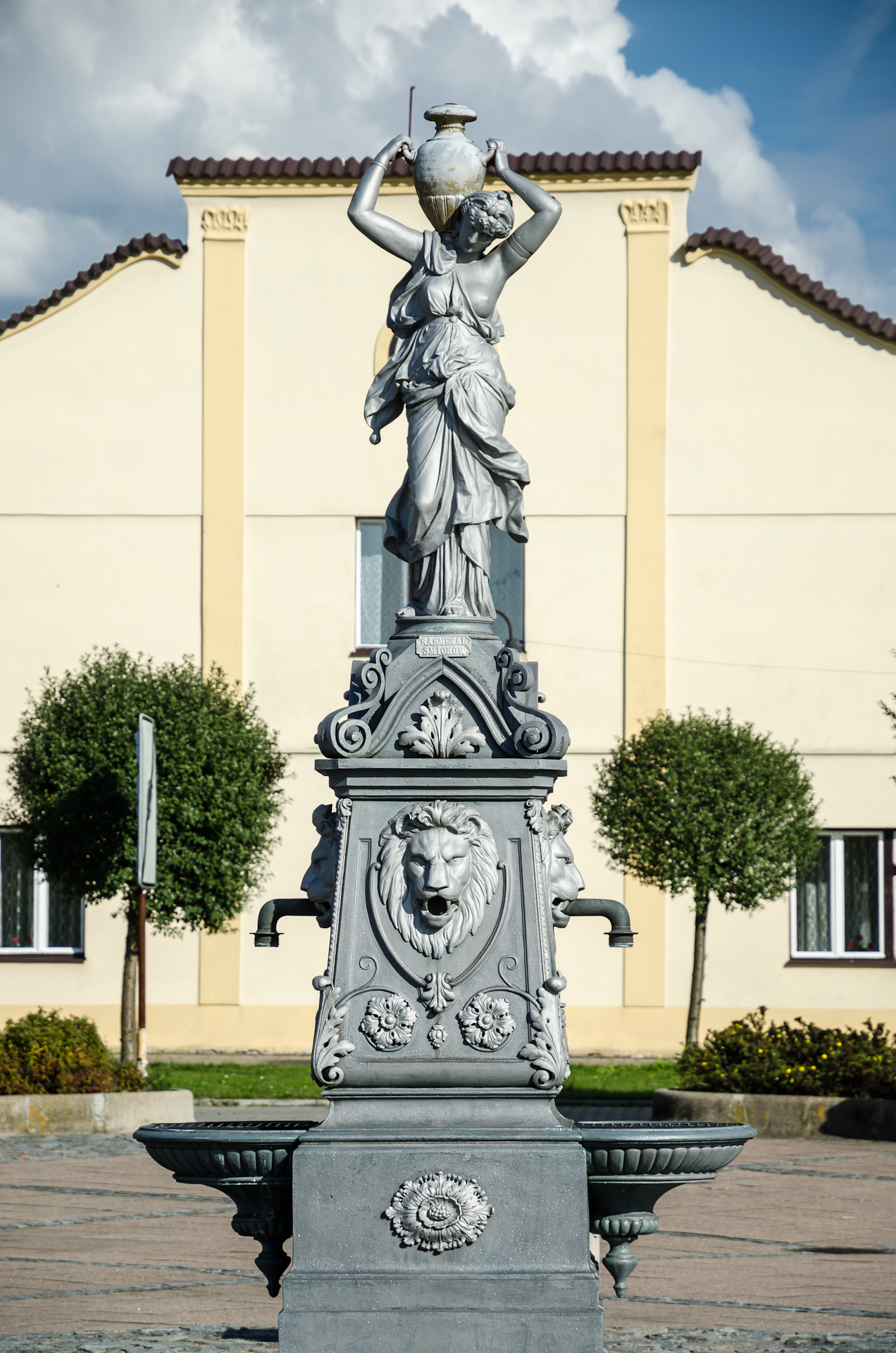
litinová kašna na náměstí v Dašicích